# Rudy à la craie
Rudy à la craie (ChalkZone) est une série télévisée d'animation américaine en 42 épisodes de 25 minutes produite par Frederator Studios et diffusée entre le 22 mars 2002 et le 23 août 2008 sur Nickelodeon aux États-Unis.
En France, la série a été diffusée sur Télétoon+ et sur Nickelodeon France à partir du 6 novembre 2006.

## Synopsis
Rudy Tabootie, dix ans, vit avec ses parents à Plainville. Sa vie bascule le jour où il découvre une craie magique qui lui permet d'accéder à la Craie-ation. Il s'agit d'un lieu où tout ce qui a été dessiné puis effacé des tableaux noirs d'école prend vie. La Craie-ation permet à Rudy de s'échapper du quotidien lorsque celui-ci est trop rude. Il y vit des aventures extraordinaires avec Snap. Un personnage bleu qu'il a dessiné deux ans plus tôt.

## Production
Le pilote est réalisé en 1998 par le studio d'animation Wang Film Productions, il sera diffusé pour la première fois le 22 mars 2002. La série se divise en quatre saisons avec 42 épisodes au total.

## Distribution
- Gwenael Sommier : Rudy Tabootie
- Ludovic Baugin : Snap
- Florine Orphelin : Penny
- Marc Alfos : Joe Tabootie
- Isabelle Langlois : la grand-mère de la baignoire
- Emmanuelle Rivière : la princesse Rapsheeva
- Marie Ruggeri et Jacques Obadia : les chœurs
- Paul Borne : la voix-off

- Studios d'enregistrement : Dubb4You
  - Directrice artisitique : Martin Brieuc
  - Adaptation française : Émilie Barbier

## Personnages
- Rudy Tabootie, (monde réel) écolier de primaire possédant des craies magiques.
- Snap, (monde magique) compagnon de Rudy.
- Joe Tabootie, (monde réel) père de Rudy Tabootie.
- Mildred Tabootie ou "Millie", (monde réel) mère de Rudy Tabootie.

## Épisodes
| Saison | Saison | Episodes | Episodes          | États-Unis      | États-Unis      | Canada            | Canada            | France          | France          |
| Saison | Saison | Episodes | Episodes          | Début de saison | Fin de saison   | Début de saison   | Fin de saison     | Début de saison | Fin de saison   |
| ------ | ------ | -------- | ----------------- | --------------- | --------------- | ----------------- | ----------------- | --------------- | --------------- |
|        | 1      | 6        | 6                 | 23 mars 2002    | 25 avril 2002   | 1er mai 2005      | 14 mai 2006       | 24 janvier 2007 | 28 février 2007 |
|        | 2      | 8        | 8                 | 31 mai 2003     | 9 novembre 2003 | 10 septembre 2006 | 20 mai 2007       | 7 mars 2007     | 18 avril 2007   |
|        | 3      | 15       | 1                 | 3 février 2004  | 9 juin 2005     | 23 septembre 2007 | 18 mai 2008       | 28 mai 2008     | 28 juin 2009    |
| 14     | 3      | 15       | 30 septembre 2007 | 3 février 2004  | 9 juin 2005     | 12 octobre 2009   | 18 mai 2008       | 5 décembre 2009 |                 |
|        | 4      | 11       | 11                | 7 juin 2005     | 23 août 2008    | 28 septembre 2008 | 13 septembre 2009 | 3 mai 2010      | 6 mai 2010      |